# بينيث شرقي المحيط الهادئ
بينيث شرقيّ المحيط الهادئ (الاسم العلمي: Sarda chiliensis) ، هو نوع من أنواع الأسماك البحرية التي تنتمي لجنس بينيث الذي بدوره ينتمي لقبيلة أسماك البونيتو . يتراوح نطاق تواجد هذه الأسماك من الإكوادور إلى تشيلي. أسماك بينيث المحيط الهادئ (الاسم العلمي : Sarda lineolata) ، التي يتراوح نطاق ومدى تواجدها من من ألاسكا إلى المكسيك، كانت تُعتبر سابقًا نوعًا فرعيًا من هذه الأسماك، وعرفت بواسطة الاسم العلمي : Sarda chiliensis lineolata ، ولكن فصلت الفحوصات الحديثة بين هذه الأنواع.